# 미나미오구니촌
미나미오구니촌(南小国村)은 야마가타현 니시오키타마군에 있던 촌이다.

## 역사
- 1889년 4월 1일 - 정촌제 시행에 수반해 13촌이 합병해 니시오키타마군 미나미오구니촌이 성립하였다.
- 1954년 오구니정, 기타오구니촌과 합병해, 새로운 오구니정이 성립하였다. 동일 미나미오구니촌이 폐지되었다.